# Gustav Fünders
Gustav Fünders (* 27. November 1903 in Krefeld; † 30. Januar 1973 in Tönisvorst-Sankt Tönis) war ein deutscher Maler, Glasmaler, Mosaikkünstler und Zeichner.

## Leben

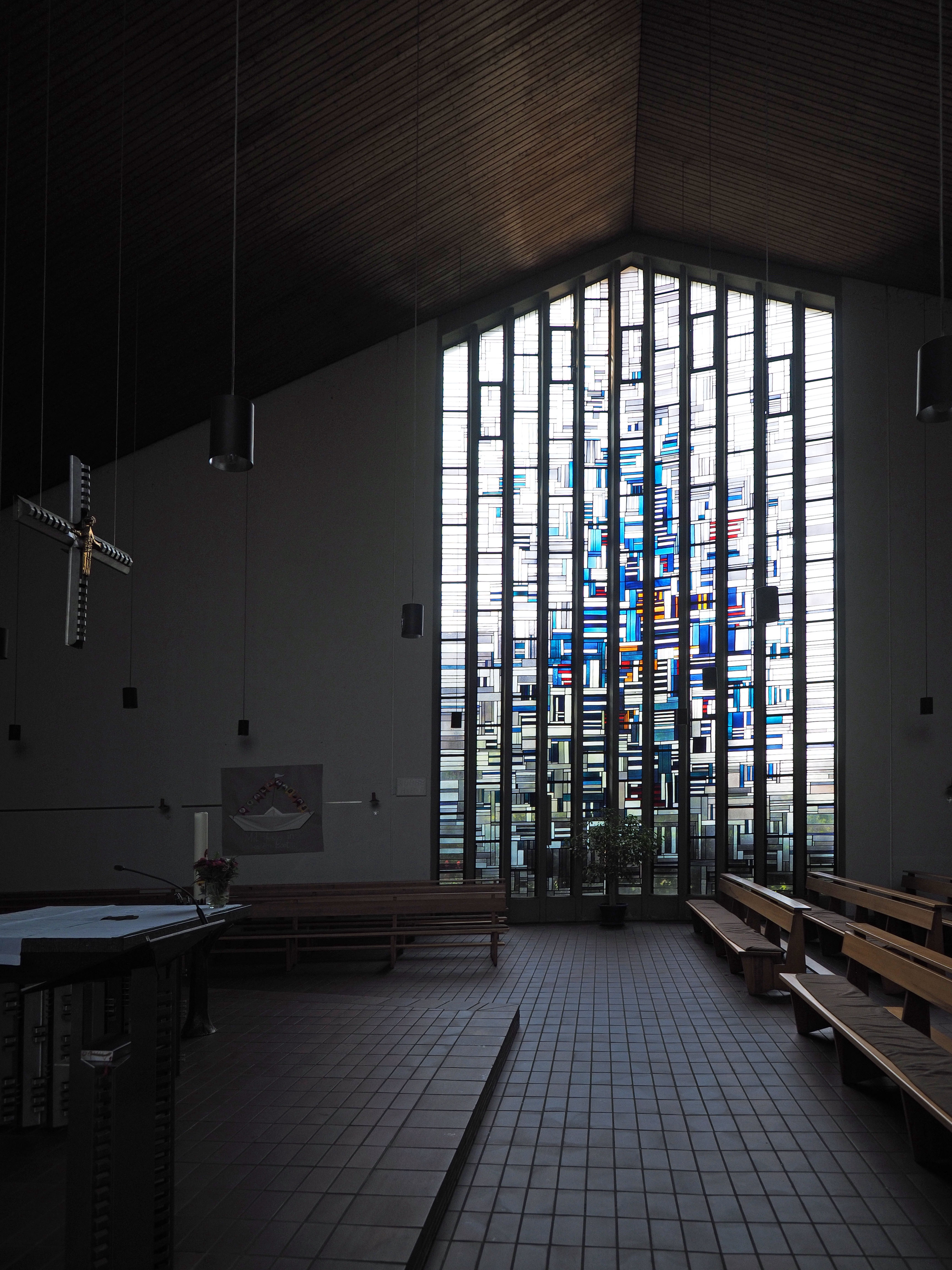
Großes Ornamentfenster in St. Mariä Heimsuchung (Maria Waldrast) in Krefeld

Fünders war Sohn des Kupferschmieds Heinrich Fünders und dessen Ehefrau Emma, geb. Lockschen. Neben einer Lehre zum Dekorationsmaler belegte er in den Jahren 1919–1924 Abendkurse an der Handwerker- und Kunstgewerbeschule Krefeld. Von 1924 bis 1927 arbeitete er als Dekorationsmaler in Stuttgart, von 1927 bis 1929 in Düsseldorf, wo er auch die Kunstschule von Hans Carp besuchte. In den Jahren 1929–1931 und 1933–1937 war er Mitarbeiter der Werkstatt des Kirchenmalers August Degen in Mönchengladbach. Nachdem er 1937 die Meisterprüfung zum Dekorations- und Kirchenmaler abgelegt hatte, wurde er freischaffend tätig. Im Zweiten Weltkrieg war er als Kriegsmaler am Rhein (stationiert bei der Flak in Köln), im Baltikum, in Finnland und in der Sowjetunion im Einsatz, wo er Kriegserlebnisse und seine Begegnung mit der orthodoxen Kirche in Zeichnungen und Aquarellen festhielt.
Unmittelbar nach dem Krieg, am 9. Oktober 1945, gründete er mit befreundeten Künstlern die Künstlergruppe 45. 1947 berief man ihn als Leiter der Klasse Glasmalerei und Mosaik (ab 1948 Klasse für Glasmalerei, Mosaik und Paramentik) an die Werkkunstschule Krefeld. Ab 1954 war er im Rahmen von Gastprofessuren außerdem Dozent für Glasmalerei an der  St.-Lucas-Akademie für Architektur und Kunst (Institut Supérieur d’Architecture et des Beaux Art, d’Art Decoratifs St. Luc de Grand) in Gent, Belgien. 1956 erhielt er dort die Ernennung zum Professor, 1968 wurde er emeritiert.
Fünders war verheiratet mit der Damenschneiderin und Scherenschnittkünstlerin Maria Fünders, geborene Hecker (* 13. Oktober 1905 in Krefeld; † 4. Januar 1964). Das Paar, dem bald Söhne geboren wurden, 1933 Wolfgang, 1938 Rainer, bewohnte von 1935 bis 1973 den Siegershof in Forstwald bei Krefeld, einen alten Wehrhof der Grafschaft Krickenbeck. Mit seinem Freund Laurens Goossens reiste Fünders in die Niederlande, nach Südtirol, ins Tessin und nach Graubünden.
Fünders schuf vor allem Glasgemälde, Kirchenfenster und Mosaiken mit figürlichen Darstellungen zu christlichen Themen. Seine Werke, die in zahlreichen Kirchen des Rheinlands erhalten sind, entwarf er nicht nur, sondern führte sie auch aus. Für seine Kunst erhielt er 1967 die Krefelder Thorn-Prikker-Ehrenplakette. Zu seinen Schülern zählten Johannes Beeck, Joachim Klos, August Pigulla, Jonny Lucius und Hubert Spierling. Zu seinen Schülerinnen gehörten Marianne Hilgers, Ursula Heymann, Gerda Sophie Hinkes, Lony Israng, Billa Krüger-Mogk und Agnes Mann.

## Werke (Auswahl)
Mosaiken
- Wandmosaik, St. Johannes in Homberg am Rhein
- Wandmosaik, Marienhospital in Lobberich
- Kreuzweg in der Pfarrkirche St. Cornelius in St. Tönis
- Mosaikboden, Eingangsbereich des Rathauses Krefeld
- Wandmosaik, Eingangsbereich der Johanneskirche in Krefeld-Forstwald
- Mosaikboden, Marianne-Rhodius-Schule, Krefeld

Glasmalerei
- Fenster für St. Gertrud in Krefeld-Bockum
- Fenster für die Pfarrkirche St. Cornelius in St. Tönis
- Fenster für die Pfarrkirche in Siegburg-Hangelar
- Fenster für St. Josef in Bonn-Beuel
- Fenster für St. Maria Rosenkranz in Mönchengladbach
- Fenster für die Pfarrkirche St. Adelgundis in Arsbeck